# Shimamoto
 Shimamoto (japanska: 島本町?,  Shimamoto-chō) är en landskommun (köping) i Osaka prefektur i Japan på gränsen till Kyoto prefektur. Här ligger Yamazaki, Japans äldsta whiskydestilleri.